# Segunda División 1990-1991 (Spagna)
L'edizione 1990-91 della Segunda División fu il sessantesimo campionato di calcio spagnolo di seconda divisione. Il campionato vide la partecipazione di 20 squadre raggruppate in un unico gruppo. Le prime due della classifica furono promosse in Primera División mentre le ultime quattro furono retrocesse in Segunda División B. Erano previsti i play-off per la terza e la quarta in classifica.

## Classifica finale
|  |     | Classifica 1990-91    | Pt | G  | V  | N  | P  | GF | GS | DR  |
|  | --- | --------------------- | -- | -- | -- | -- | -- | -- | -- | --- |
|  | 1.  | Albacete              | 49 | 38 | 18 | 13 | 7  | 56 | 31 | +25 |
|  | 2.  | Deportivo La Coruña   | 48 | 38 | 20 | 8  | 10 | 60 | 32 | +28 |
|  | 3.  | Real Murcia           | 48 | 38 | 18 | 12 | 8  | 56 | 36 | +20 |
|  | 4.  | Malaga                | 46 | 38 | 16 | 14 | 8  | 52 | 35 | +17 |
|  | 5.  | Orihuela Deportiva CF | 43 | 38 | 12 | 19 | 7  | 46 | 39 | +7  |
|  | 6.  | UE Lleida             | 43 | 38 | 16 | 11 | 11 | 41 | 36 | +5  |
|  | 7.  | Figueres              | 39 | 38 | 14 | 11 | 13 | 44 | 42 | +2  |
|  | 8.  | Sestao Sport          | 38 | 38 | 9  | 20 | 9  | 29 | 27 | +2  |
|  | 9.  | Real Avilés           | 38 | 38 | 10 | 18 | 10 | 35 | 37 | -2  |
|  | 10. | Eibar                 | 37 | 38 | 9  | 19 | 10 | 35 | 34 | +1  |
|  | 11. | Rayo Vallecano        | 36 | 38 | 8  | 20 | 10 | 44 | 50 | -6  |
|  | 12. | Sabadell              | 36 | 38 | 11 | 14 | 13 | 32 | 45 | -13 |
|  | 13. | Bilbao Athletic       | 36 | 38 | 11 | 14 | 13 | 35 | 43 | -8  |
|  | 14. | Celta Vigo            | 36 | 38 | 8  | 20 | 10 | 31 | 38 | -7  |
|  | 15. | Las Palmas            | 36 | 38 | 10 | 16 | 12 | 38 | 43 | -5  |
|  | 16. | Palamós               | 35 | 38 | 9  | 17 | 12 | 33 | 46 | -13 |
|  | 17. | Elche                 | 34 | 38 | 12 | 10 | 16 | 39 | 45 | -9  |
|  | 18. | Salamanca UDS         | 31 | 38 | 9  | 13 | 16 | 41 | 40 | +1  |
|  | 19. | Levante               | 27 | 38 | 6  | 15 | 17 | 27 | 51 | -24 |
|  | 20. | Xerez                 | 24 | 38 | 6  | 12 | 20 | 37 | 61 | -24 |

### Playoff
|             | Andata | Ritorno      |                |
| ----------- | ------ | ------------ | -------------- |
| Real Murcia | 0-0    | 2-5          | Real Saragozza |
| Malaga      | 1-0    | 4-5 (d.c.r.) | Cadice         |

## Verdetti
- Albacete e  Deportivo La Coruña promosse in Primera División 1991-1992.
- Orihuela Deportiva CF,  Elche,  Salamanca UDS,  Levante e  Xerez retrocesse in Segunda División B 1991-1992.